# 加影监狱
加影监狱（英語：Kajang Prison）位于马来西亚雪兰莪加影。马来西亚前首相纳吉·阿都拉萨因SRC国际公司4200万令吉洗钱案于2022年8月23日开始在加影监狱服刑。

## 知名囚犯
- 莫納·芬迪，馬來西亞歌手，2001年於此地被執行絞刑。
- 马来西亚前首相纳吉·阿都拉萨，于2022年8月23日被联邦法院驳回其SRC国际公司4,200万令吉洗钱案上诉后开始服刑[3][4]，他被判处12年监禁和罚款2亿1,000万令吉[5]。